# The Golden Years (álbum de Joshua Bassett)
The Golden Years es el álbum de estudio debut del cantautor estadounidense Joshua Bassett, lanzado el 26 de julio de 2024 a través de Warner Records. El álbum fue precedido por su canción principal como sencillo principal el 17 de mayo, y el segundo sencillo, "Dancing With Tears in My Eyes", el 28 de junio de 2024. El álbum no logró entrar en ninguna lista de éxitos comerciales.
Para promocionar el álbum, Bassett se embarcó en The Golden Years Tour, una gira de conciertos por Norteamérica y Europa, que comenzó el 30 de julio y concluyó el 27 de enero de 2025.

## Antecedentes y concepción
Bassett saltó a la fama por su papel de Ricky Bowen en la serie dramática musical de Disney+, un falso documental, High School Musical: The Musical: The Series (2019-2023); También interpretó, compuso y produjo música para el programa. En 2020, firmó con Warner Records. Tras el lanzamiento de su EP debut homónimo en marzo de 2021, Bassett lanzó tres EP más y varios sencillos en 2022 y 2023.
Describió su tercer EP Sad Songs in a Hotel Room (2022) como un "trampolín" hacia su álbum de estudio debut, que reveló "[no] estaba terminado todavía". A principios de 2023, Bassett reveló a través de sus redes sociales y en su artículo de portada para la edición de primavera-verano de la revista Behind The Blinds que El álbum se titulaba "Complicated" en aquel entonces.
El 17 de mayo, Bassett anunció oficialmente su álbum debut, «The Golden Years», y su fecha de lanzamiento: el 26 de julio de 2024. En un comunicado de prensa, afirmó que el álbum "[encapsula] la nostalgia agridulce de [su] adolescencia tardía y principios de sus veintes" y lo describió como una "carta de amor a "los años dorados" de su vida [hasta ahora]". Dijo además que "abarca la esperanza y la angustia de [su] transición a la edad adulta. Es una entrada de diario que rompe con el género desde lo más profundo de [su] corazón".

## Lanzamiento y promoción
The Golden Years se lanzó el 26 de julio de 2024 a través de Warner Records. El álbum está disponible a través de descarga  digital y servicios de streaming. El 13 de septiembre de 2024, el álbum también fue Lanzado en CD.

### Sencillos
La canción principal se lanzó como sencillo principal el 17 de mayo de 2024. Dancing with Tears in My Eyes se lanzó como segundo sencillo el 28 de junio de 2024.

### Gira
El 7 de junio, Bassett anunció The Golden Years Tour, su tercera gira como cabeza de cartel, en apoyo del álbum, que visitó Norteamérica y Europa. Con 39 fechas, comenzó el 30 de julio en Phoenix, Arizona, y concluyó el 27 de enero de 2025 en Colonia, Alemania. La inscripción para la preventa estuvo disponible el mismo día del anuncio. La preventa se llevó a cabo el 11 de junio, seguida de la venta general el 14 de junio. Thomas Day fue el artista de apoyo durante toda la gira.

## Recepción de la crítica
The Golden Years recibió críticas positivas. Jeffrey Davies de Slant Magazine elogió la temática y las letras del álbum, y elogió a Bassett por mantener un ritmo más lento y constante en las canciones. Mike Wass, para Variety, lo describió como "un álbum ecléctico que explora todo, desde la música folk hasta los estilos de música pop".

## Lista de canciones
| The Golden Years track listing |                                       |             |          |  |
| N.º                            | Título                                | Producer(s) | Duración |  |
| 1.                             | «Biting My Tongue»                    | Bassett     | 3:33     |  |
| 2.                             | «The Golden Years»                    | Bassett     | 3:31     |  |
| 3.                             | «Dancing with Tears in My Eyes»       | English     | 3:38     |  |
| 4.                             | «Don't Let Me Down» (con Jenna Raine) | Bassett     | 3:46     |  |
| 5.                             | «Cherry Blossom»                      | Bassett     | 2:35     |  |
| 6.                             | «Circles»                             | Bassett     | 3:58     |  |
| 7.                             | «Wildfire»                            | Bassett     | 3:32     |  |
| 8.                             | «Little Rita»                         | Bassett     | 3:45     |  |
| 9.                             | «Would Ya Tell Me»                    | Bassett     | 3:34     |  |
| 10.                            | «Mirror»                              | Bassett     | 4:23     |  |
| 11.                            | «Look How Far You've Come»            | Bassett     | 3:22     |  |
| 39:37                          |                                       |             |          |  |

## Personal
Músicos
- Joshua Bassett – voz principal (todas las pistas), piano (pistas 2, 4-7, 9-11), sintetizador (2, 4, 6, 8-10), teclados (2, 4, 8, 9), coros (3, 6, 9, 11), batería (4, 7, 8), bajo sintetizado (4, 9), glockenspiel (6), guitarra acústica (8, 11), percusión (8)
- Tommy English – guitarra slide (pistas 1, 2, 5-8, 11), guitarra de 12 cuerdas (1, 5), programación (1, 10), bajo (1, 11), guitarra acústica (2, 3, 10), guitarra eléctrica (2-4, 8-11), sintetizador (2-4, 8-10), teclados (2-4, 8, 9), coros (3, 6, 9), programación de batería (3, 9), bajo sintetizado (3), batería (4, 6, 8-11), percusión (8), glockenspiel (10)
- Jeremy Hatcher – programación (pistas 1, 10), sintetizador (2-4, 8-10), teclados (2-4, 8, 9), bajo (2, 3, 5-10), guitarra eléctrica (2, 3, 9-11), guitarra acústica (2, 8, 10, 11), programación de batería (3, 6, 7, 9), guitarra de 12 cuerdas (6, 8)
- Aksel Coe – batería (pistas 1, 2, 5), percusión (1)
- Gabe Simon – guitarra de nailon (pista 1)
- Valeria Falcón – bajo (pista 4)
- João Perrusi – guitarra eléctrica (pista 4)
- Jenna Raine – voz (pista 4), coros (11)
- Zane Carney – guitarra eléctrica (pistas 5, 7, 8)
- Christine Konopasky – coros (pista 8)
- Luke Konopasky – coros (pista 8)
- Rita Konopasky – coros (pista 8)
- Woody Bassett – percusión (pista 10)

Técnica
- Randy Merrill – masterización
- Geoff Swan – mezcla
- Lewis Chapman – mezcla (pista 3)
- Tommy English – Ingeniería
- Jeremy Hatcher – Ingeniería
- Ed McEntree – Ingeniería (pistas 4, 8), Ingeniería vocal (2)
- Davis Naish – Ingeniería vocal (pista 11)
- Aksel Coe – Ingeniería adicional (pista 1)
- Michael Nolasco – Ingeniería adicional (pistas 2, 3)
- Matt Cahill – Asistente de mezcla
- Joshua Bassett – Asistente de ingeniería

## Historial de Lanzamiento
| Región | Fecha                    | Formato(s)                  | Discográfica | Ref.   |
| ------ | ------------------------ | --------------------------- | ------------ | ------ |
| Varios | 26 de julio de 2024      | Descarga digital, streaming | Warner       | [ 21 ] |
| Varios | 13 de septiembre de 2024 | CD                          | Warner       | [ 22 ] |